# Gliese 581
Gliese 581 [ˈgliːzə] ist ein etwa 20 Lichtjahre (190 Billionen Kilometer) entfernter Stern im Sternbild Waage. Er gehört zu den hundert sonnennächsten Sternen und wird meist mit seiner Katalognummer 581 aus dem Katalog sonnennaher Sterne (Catalogue of Nearby Stars, 1957) von Wilhelm Gliese bezeichnet. Es handelt sich um einen Roten Zwerg der Spektralklasse M3 V, der etwa 100-mal schwächer als unsere Sonne strahlt und nur ein Drittel ihrer Masse aufweist. Es sind derzeit drei planetare Begleiter gesichert: Gliese 581 b, c und e. Drei weitere planetare Begleiter konnten nicht bestätigt werden (Gliese 581 d, f und g).

## Planetensystem

### Gliese 581 b
Gliese 581 b umrundet seinen Stern alle 5,37 Tage in einem Abstand 0,04 AE (sechs Millionen Kilometern). Seine Mindestmasse entspricht etwa der 16-fachen Erdmasse. Der Exoplanet wurde 2005 von einer Forschergruppe von Astronomen aus der Schweiz, Frankreich und Portugal um Michel Mayor, Stéphane Udry und Xavier Delfosse entdeckt.

### Gliese 581 c
Dieser 2007 entdeckte Planet ist der mittlere im System von der Größe her. Die Umlaufdauer von Gliese 581 c beträgt 12,9 Tage. Er weist mindestens die fünffache Masse der Erde auf.

### Gliese 581 e
Gliese 581 e umkreist sein Zentralgestirn alle 3,15 Tage und weist eine Mindestmasse von ungefähr 1,7 Erdmassen auf.

### Umstrittenes Objekt Gliese 581 d
Die Entdeckung eines Exoplaneten „Gliese 581 d“ mithilfe des HARPS-Instruments der Europäischen Südsternwarte wurde im April 2007 von einem Team um Stéphane Udry bekanntgegeben. Die berechnete Umlaufdauer betrug rund 67 Tage, womit der Exoplanet in der habitablen Zone läge. Im August 2009 gab es eine Aktion, in der Botschaften zu Gliese 581 d geschickt wurden. Menschen auf der ganzen Welt konnten 160 Zeichen lange Texte verfassen, die gesammelt am 24. August vom Canberra Deep Space Communication Complex aus gesendet wurden. Die über 25.000 Grüße werden voraussichtlich Ende 2029 bei dem Planeten ankommen (sofern dieser existiert).
Im Jahr 2014 veröffentlichten Paul Robertson et al. eine Untersuchung der spektralen Daten von Gliese 581, bei der sie den Einfluss durch stellare Aktivitäten auf das spektrale Signal berücksichtigten. Dabei wurde das Signal in Frage gestellt, das zur Entdeckung von Gliese 581 d führte, und als Artefakt der stellaren Aktivität des Zentralsterns identifiziert. Ebenfalls durch diese Arbeit in Frage gestellt wurde die Existenz von Gliese 581 g (siehe unten).
In einer nachfolgenden Arbeit (September 2014, veröffentlicht März 2015) legen englische Autoren mit einer Kritik an den Analysemethoden von Robertson et al. dar, dass das Signal für den Planeten doch real sein könnte und Gliese 581 d demnach doch existierten könnte.
Jedoch konnten über längere Zeit keine weiteren Daten zur Bestätigung des Objekts als Exoplanet beigebracht werden. Dies wurde dahingehend interpretiert, dass es sich beim Signal wohl in der Tat um ein Artefakt stellarer Aktivität handelt.
Allerdings wurde im Januar 2024 eine weitere Veröffentlichung publiziert mit der Hauptaussage, dass Gliese 581d sehr wohl existieren könnte, da die vorhergehende Verneinung weitgehend auf einer fehlerhaften stellaren Rotationsperiode beruht.  Dies bedeutet, dass bis auf Weiteres davon ausgegangen werden sollte, dass Gliese 581d in der Tat real ist.

### Artefakt „Gliese 581 f“

Bewegung von Planet und Stern um den gemeinsamen Schwerpunkt (Baryzentrum / rotes Kreuz). Beobachtbar und messbar ist die Bewegung des Sterns.

Die am 29. September 2010 publizierte Entdeckung erfolgte mit Hilfe der Radialgeschwindigkeitsmethode, wobei Daten des HIRES-Spektrografen am Keck-I-Teleskop auf Hawaii und des HARPS-Instruments des 3,6 m des La-Silla-Observatoriums der ESO in Chile kombiniert wurden. Zum Team gehörten die Astronomen Steven S. Vogt, R. Paul Butler, Eugenio J. Rivera, Nader Haghighipour, Gregory W. Henry und Michael H. Williamson. 2011 wurden die HIRES- und HARPS-Daten sowohl von Philipp C. Gregory als auch von Mikko Tuomi einer statistischen Analyse unterzogen, mit dem Ergebnis, dass die Existenz der Planeten Gliese 581 b, c, d und e bestätigt werden konnte. Die Existenz von Gliese 581 f wurde von den Daten nicht gestützt, genauso wenig wie diejenige von Gliese 581 g.

### Artefakt „Gliese 581 g“
Die Veröffentlichung der möglichen Entdeckung von Gliese 581 g erfolgte gemeinsam mit Gliese 581 f am 27. September 2010. Es wurde unter anderem als möglicherweise erdähnlichster bisher bekannter Exoplaneten bezeichnet und es wurde darüber spekuliert, dass Gliese 581 g möglicherweise aus Stein bestehe und genug Masse habe, um eine Atmosphäre zu halten. Gemäß den veröffentlichten Bahndaten hätte er in der habitablen Zone gelegen. Die Analyse stützte sich auf 122 Beobachtungen der Radialgeschwindigkeit des Sterns Gliese 581 über den Zeitraum von 11 Jahren mit dem HIRES Spektrometer des Keck-Observatoriums auf dem Mauna Kea, Hawaii, die mit Beobachtungen des HARPS-Spektrographen des La-Silla-Observatoriums kombiniert wurden. Früh kamen Zweifel an der behaupteten Existenz auf. Schließlich konnte gezeigt werden, dass die statistische Analyse in der Veröffentlichung der Entdeckung Unzulänglichkeiten aufweist.
Eine Reanalyse der Daten, veröffentlicht am 5. Januar 2011, konnte die Existenz eines Exoplaneten mit den behaupteten Eigenschaften nicht bestätigen. Hierzu wurden Modelle für ein theoretisches Planetenmodell von einem bis zu sechs Planeten simuliert. Die HARPS-Daten schlossen somit Gliese 581 g mit den damals veröffentlichten Werten aus. Im Jahr 2014 veröffentlichten Paul Robertson et al. eine Untersuchung der spektralen Daten von Gliese 581, bei der sie den Einfluss stellarer Aktivitäten auf das spektrale Signal berücksichtigten und damit Gliese 581 g als Artefakt derselben identifizierten.

### Tabelle
| Planet (Reihenfolge vom Stern aus) | Entdeckt | Masse (Erdmassen) | Große Halbachse der Bahn (AU) | Umlaufzeit (Tage) | Exzentrizität |
| ---------------------------------- | -------- | ----------------- | ----------------------------- | ----------------- | ------------- |
| e                                  | 2009     | > 1,7             | 0.0282 ± 0,0001               | 3,1490 ± 0,0002   | 0,00 ± 0,06   |
| b                                  | 2005     | > 15,8            | 0,0406 ± 0,0001               | 5,3686 ± 0,0001   | 0,00 ± 0,03   |
| c                                  | 2009     | > 5,5             | 0,0721 ± 0,0003               | 12,914 ± 0,002    | 0,00 ± 0,06   |